# 卡拉海
喀拉海（俄語：Карское море）位于俄罗斯西伯利亚以北，是北冰洋的一部分。在西边，新地岛和喀拉海峡将喀拉海与巴伦支海隔开，在东边，北地群岛又将喀拉海与拉普捷夫海分离。主要岛屿为北部的诺登舍尔德群岛、中部的北极研究所群岛、中央执行委员会消息报群岛、谢尔盖·基洛夫群岛和维泽岛等。
喀拉海长约1,450公里，宽约970公里，水域面积880,000平方公里，平均水深110米，最深处600米。大部分地区全年温度接近0℃，只有河口附近的夏季水温可达到6℃。冬有极夜，多风和雪暴。夏有极昼，多雾。注入喀拉海的河流有鄂毕河、叶尼塞河和皮亚西纳河。其沿岸的主要城市是诺维港和迪克森。喀拉海是重要的渔场，并已勘探出石油和天然气。
喀拉海曾是苏联倾倒核废料的地方，共计有六艘核动力潜艇反应堆和十个核反应堆在该海域中。一份国际原子能机构的报告显示，此地的核輻射较低并处于较小的范围之内。